# Domenico Comin
Domenico Comin SDB (* 9. September 1874 in Santa Lucia di Budoja, Udine; † 17. August 1963 in Guayaquil) war ein italienischer Ordenspriester, Missionar und römisch-katholischer Bischof.

## Leben
Er trat im November 1892 trat er ins Noviziat der Salesianer Don Boscos ein und legte im darauffolgenden Jahr die Gelübde ab. Nach seinen philosophisch-theologischen Studien empfing er am 14. April 1900 in Mailand durch Kardinal Andrea Carlo Ferrari die Priesterweihe.
Zunächst arbeitete er zwei Jahre lang als Meister im Institut Sant’Ambrogio. am 27. September 1902 brach er nach Ecuador in die Mission auf. In Guayaquil angekommen wurden ihm die Handwerker und die Philanthropische Gesellschaft anvertraut, später arbeitete er als Sprachlehrer und leitete das Asyl Santo Stefano. Er gründete auch das Kolleg Cristoforo Colombo.
1908 wurde er Provinzial und Provikar der Missionen in Méndez e Gualaquiza.
Am 5. März 1920 ernannte ihn Papst Benedikt XV. zum apostolischen Vikar von Méndez y Gualaquiza in Ecuador, verbunden mit dem Titularbistum von Obba. Die Bischofsweihe erfolgte am 17. Oktober 1920 durch Bischof Daniel Hermida Ortega. Sein Bischofsspruch lautete “Con l’Amore farò la mia conquista”.
Vom 12. April 1951 an bezog sich das Vikariat nur noch auf Méndez.
Er gilt als Apostel der Shuar, der zahlreiche Schulen und Internate mit aufbaute. Im sozialen Bereich unterstützte er die Gründung von kleinen Kooperativen und Arbeiterzirkeln. Er förderte Don Carlo Crespi SDB in seinen Studien über die Bräuche und Sitten der Shuar.